# Lindøy

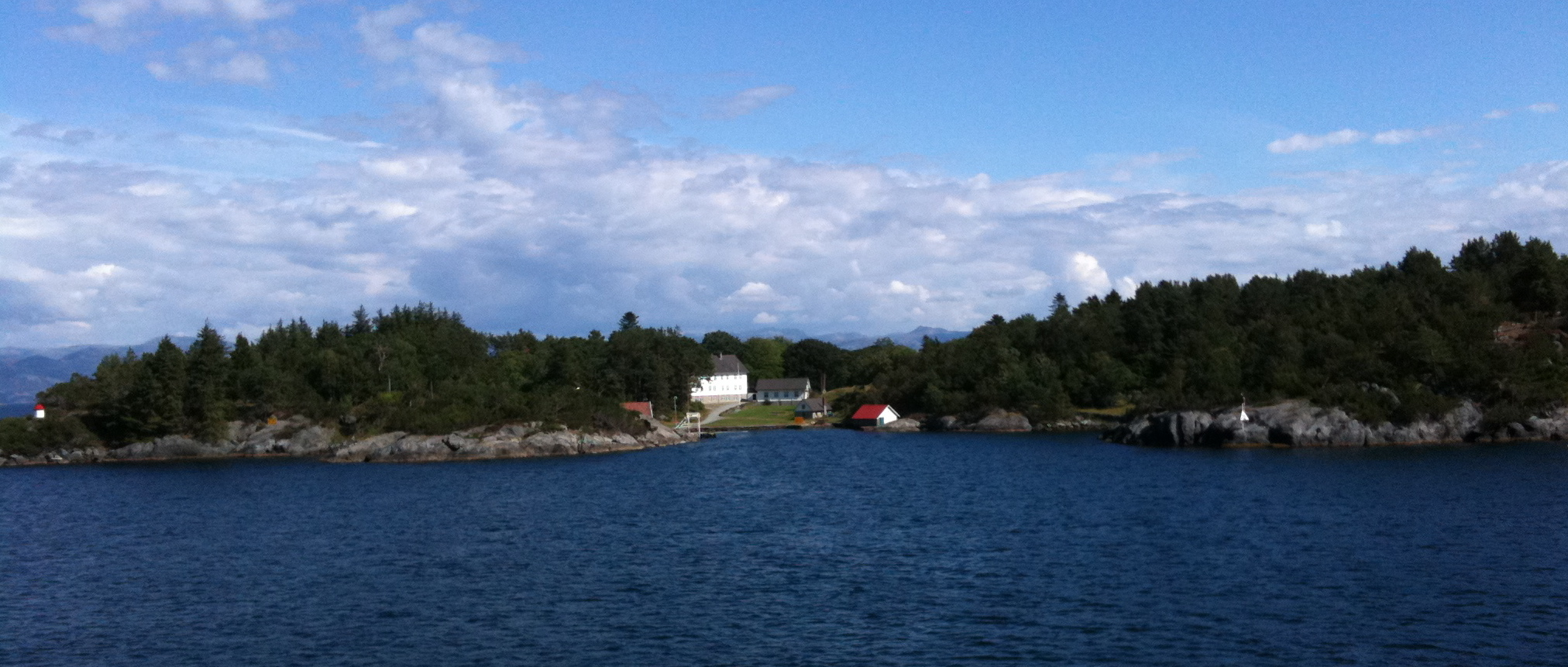
Nordvika, 2010

Lindøy ist eine Insel im Byfjord in der Gemeinde Stavanger in der norwegischen Provinz Rogaland.

## Lage
Sie liegt etwa vier Kilometer östlich von Stavanger. Nordwestlich befinden sich die Inseln Vassøy und Vassøykalven, südöstlich Tunsøya, Hellesøy und Kalven. Nördlich der Insel führt die Schiffsroute von Stavanger zum etwa zehn Kilometer nordöstlich gelegenen Tau entlang.
Die Insel erstreckt sich in Nord-Süd-Richtung über etwa 800 und in West-Ost-Richtung über etwa 750 Meter und erhebt sich bis etwa auf 31 Meter. Es bestehen mehrere Buchten. Im Nordosten die Nordvika und im Südosten die Sørvika, die auch als Anlegestellen dienen. Im Inneren der bewaldeten Insel befindet sich ein kleiner Teich. Durch die Laub- und Fichtenwälder und Wiesen der Insel führen Wanderwege mit einer Gesamtlänge von 2,8 Kilometern.
Auf Lindøy befinden sich diverse Gebäude, in denen eine Jugendhilfeeinrichtung für Jugendliche im Alter von 13 bis 18 Jahren betrieben wird. Außerdem besteht ein Bauernhof auf dem Schafe und Rinder gehalten werden. In der Sørvika besteht ein insgesamt 160 Meter langer Bootssteg. Es besteht ein Naturspielplatz, Grillmöglichkeiten und eine auch behindertengerechte Toilette.

## Geschichte
1733 ließen sich Mikkel Mikkelsen und seine Ehefrau Ellen Larsdatter Langeland auf der Insel nieder. Sie hatten fünf Kinder und lebten hier bis 1744. In den 1770er Jahren erwarb der Kaufmann Fredrik Dokkedal die Insel. Nach seinem Tod 1782 erbte seine Ehefrau Helena Rebekka Westlye Lindøy. Sie verstarb bereits 1787, worauf ihr Bruder Seekapitän Ivar Gjøde Westlye Erbe wurde. Er verbot 1791 das Betreten der Insel zum Jagen oder Holzsammeln. Er verstarb 1808 und vermachte die Insel seiner unehelichen 15-jährigen Tochter Elisabeth Westlye. Sie heiratete im August 1809 den Dänen Jens Rudolf Dreyer. Das Paar zog auf die Insel und hatte zehn Kinder.
1861 übernahm der Landwirt Henrik Fasting Tonning die Insel. Er war mit Anna Olsdatter Saude verheiratet. Ihre jüngste 1865 geborene Tochter Anna Othilie Tonning wurde als langjährige Kommandeurin der Heilsarmee bekannt.
Im Jahr 1887 erwarb der Priester Lars Oftedal die Insel und errichtete hier das Lindøens redningshjem for gutter som var kommet på avveier (deutsch Lindøy-Rettungsheim für Jungen, die vom Weg abgekommen sind). Das Heim nahm am 3. April 1888 den Betrieb auf. Zunächst waren 9 später dann 30 Jungen untergebracht. Anfänglich bestand eine Verbindung mit einem Waisenhaus in Stavanger. Der pädagogische Ruf der Einrichtung war allerdings umstritten, so war in Stavanger das Drohen mit Lindøy für Kinder Synonym für eine schlimme Strafe bei dauerhaftem schlechten Betragen. Zwischen 1900 und 1907 war das Heim kommunal. 1907 bestanden dann zwei Einrichtungen auf der Insel. Im Norden das Schulheim Håpet mit 30 Schülern, im Süden die Zwangseinrichtung Tvangen mit zwölf Plätzen. Tvangen brannte 1946 ab. 1951 wurde das Schulheim in eine Sonderschule umgewandelt und 1995 in die heutige Kinderhilfeeinrichtung überführt.